# Obelisk „Heldenstadt Leningrad“

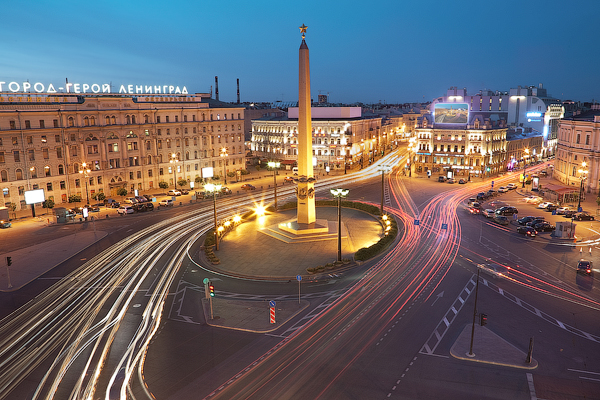
Obelisk „Heldenstadt Leningrad“

Der Obelisk „Heldenstadt Leningrad“ befindet sich in Sankt Petersburg auf dem Ploschtschad Wosstanija, dem „Platz des Aufstandes“. Die Stadt trägt als eine von mehreren die sowjetische Ehrenbezeichnung Heldenstadt. Der 36 m hohe Obelisk aus Granit aus Wyborg wurde im Mai 1985 aufgestellt.